# Myotis pruinosus
Myotis pruinosus is een zoogdier uit de familie van de gladneuzen (Vespertilionidae). De wetenschappelijke naam van de soort werd voor het eerst geldig gepubliceerd door Yoshiyuki in 1971.

## Voorkomen

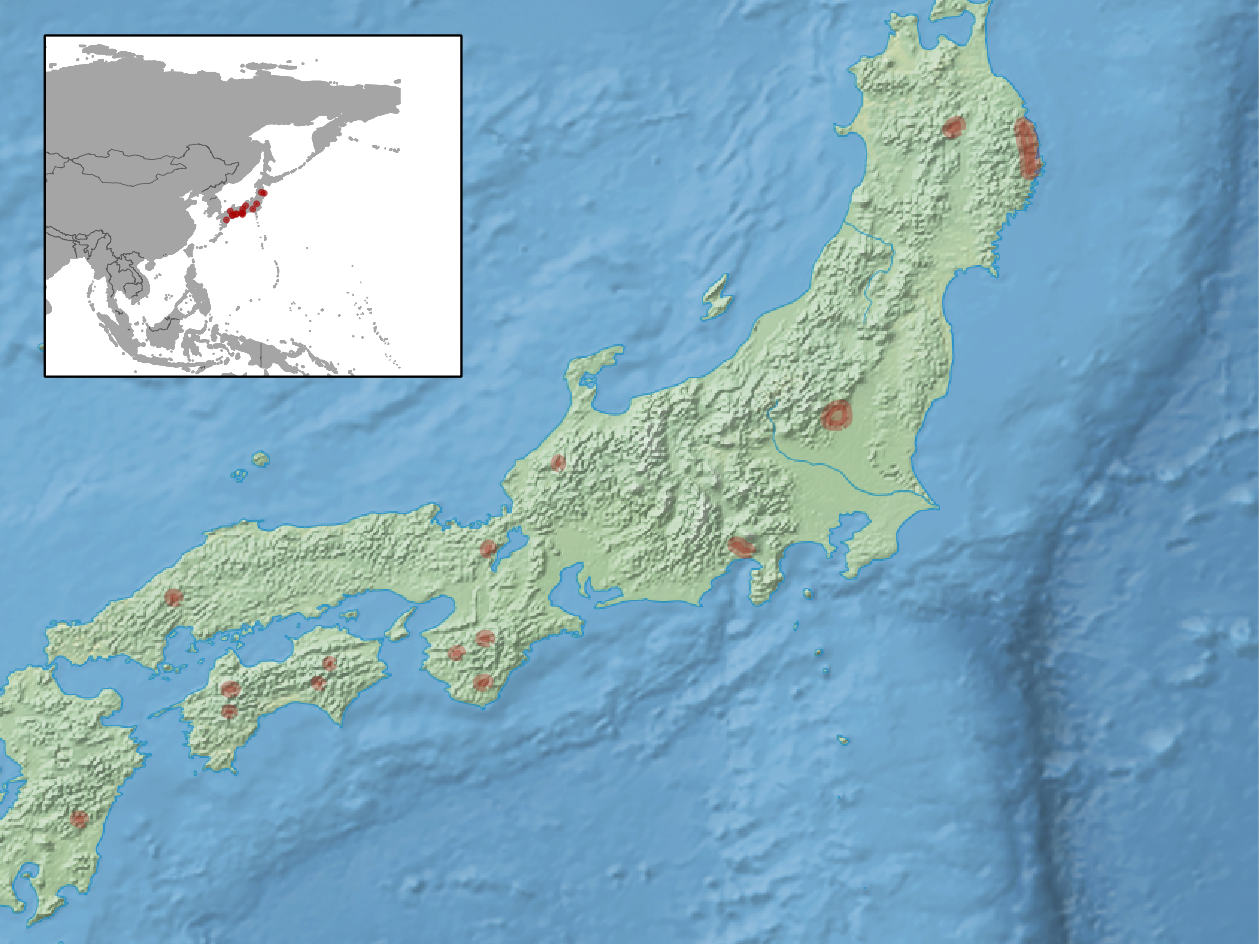
Leefgebied

De soort komt voor in Japan.